# Wojanów
Wojanów ([vɔˈjanuf]; tiếng Đức: Schildau) là một ngôi làng thuộc khu hành chính của Gmina Mysłakowice, thuộc quận Jelenia Góra, Lower Silesian Voivodeship, nằm ở phía tây nam Ba Lan.
Nó nằm cách khoảng 7 km về phía đông nam của Jelenia Góra, và 90 km về  phía tây thủ đô khu vực Wrocław.
Nikolaus von Zedlitz đã xây dựng một Lâu đài Phục hưng mới vào năm 1603, bị quân đội Thụy Điển đốt cháy vào khoảng năm 1642 trong Chiến tranh Ba mươi năm. Sau đó, từ năm 1667, nó được xây dựng lại  bởi Christoph von Zedlitz.
Thung lũng Jelenia Góra trở thành nơi ẩn náu của hoàng gia khi Hoàng tử Wilhelm của Phổ, anh trai của vua Phổ Frederick William III, mua lâu đài Fischbach gần đó (ngày nay là Karpniki)  vào năm 1822. Năm 1831, nhà vua đã mua khu bất động sản Erdmannsdorf và vào năm 1839, một năm trước khi chết, ông đã mua lâu đài Schildau (ngày nay là Wojanów) cho con gái Louise, Công chúa Hà Lan, người đã mở rộng và trang trí lại lâu đài trong kiến trúc Tudor Revival. Cô sống ở Hà Lan và tại Lâu đài Muskau ở Phổ, nhưng trong những ngày hè, thường tổ chức anh trai của cô tại Wojanów, Frederick William IV và vợ Elisabeth Ludovika ở Bavaria, đến từ Erdmannsdorf. Con gái Marie, vợ của William, Hoàng tử của Wied, đã bán lâu đài Schildau sau khi chồng bà qua đời năm 1907.

## Tập ảnh

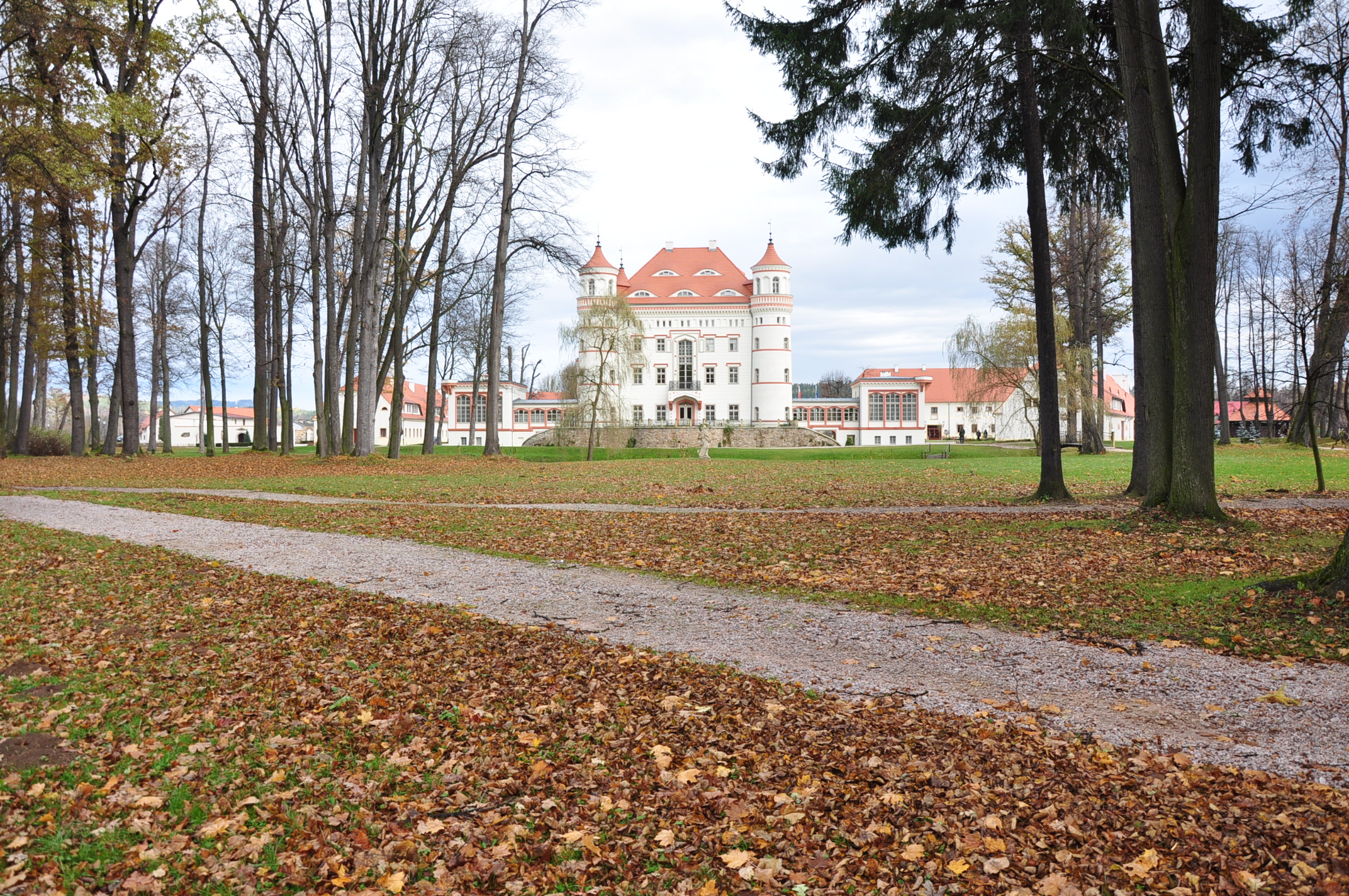
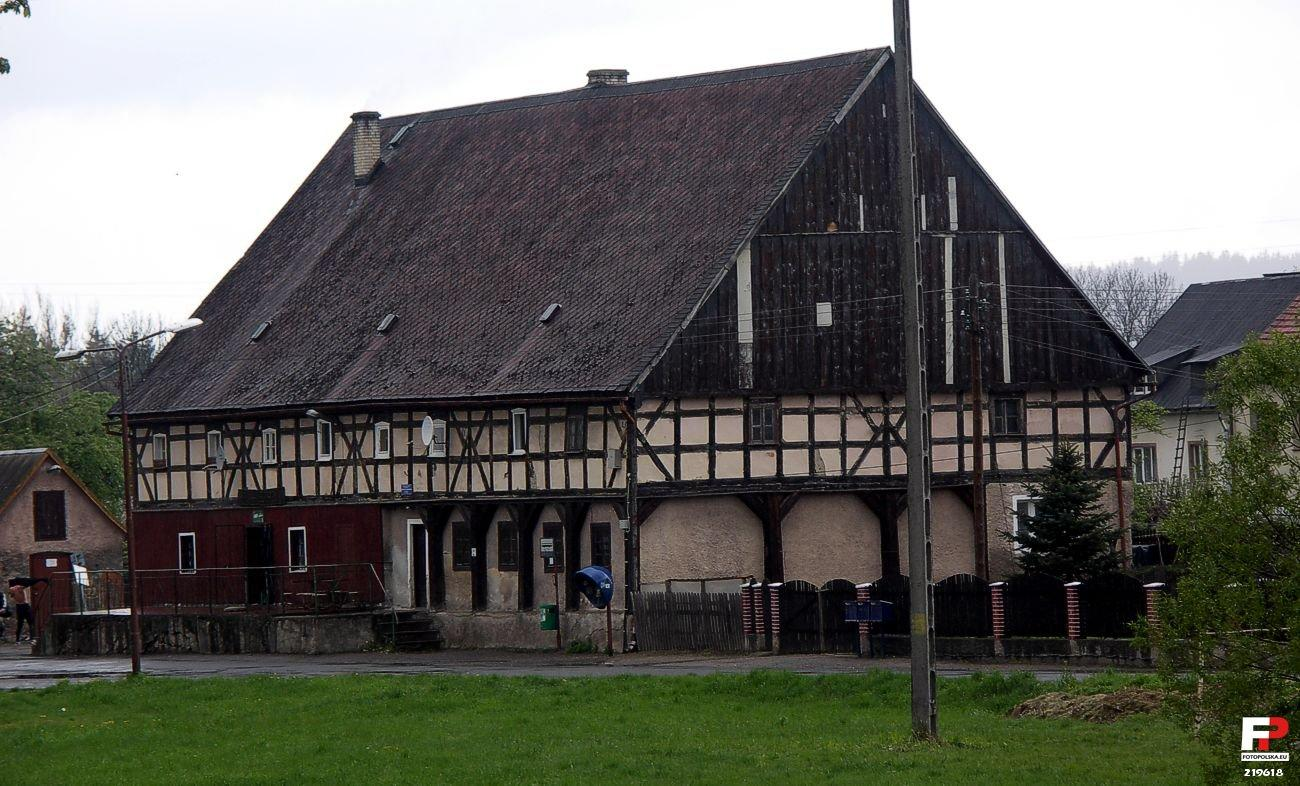
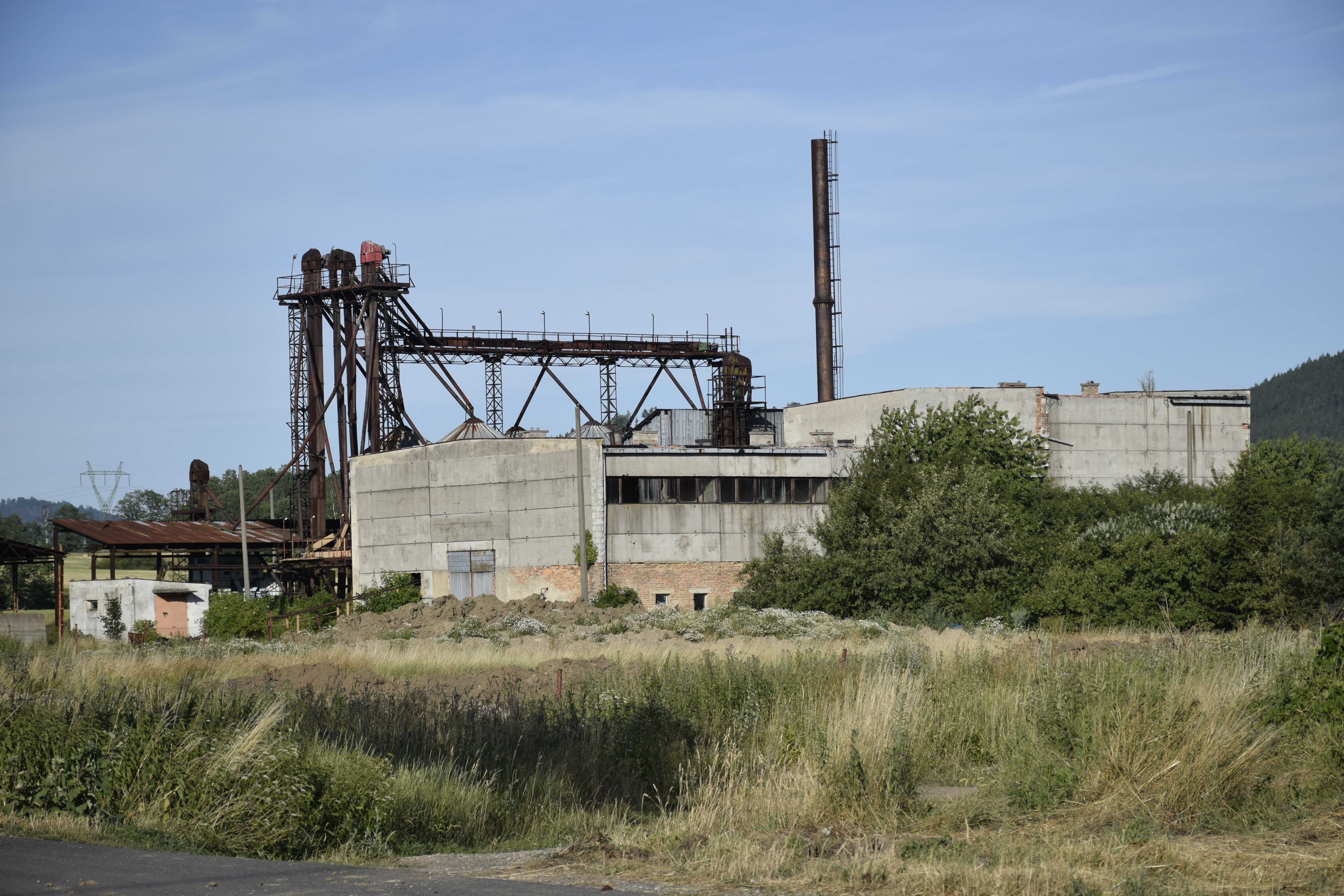